# 8080 Intel
8080 Intel eller 1987 WU2 är en asteroid i huvudbältet som upptäcktes den 17 november 1987 av CERGA-observatoriet i Nice. Den är uppkallad efter Intels mikroprocessor Intel 8080.
Asteroiden har en diameter på ungefär 8 kilometer.